# Аљаски хаски
Аљаски хаски се не сматра чистокрвном расом. Дефинише га само његова улога, а то је изузетна ефикасност као запрежног пса. Хаски је мешавина различитих северњачких пасмина, изабраних искључиво на основу способности за вучу. Аљаски хаски је први светски избор за трке псећих запрега. Ниједна чистокрвна северњачка пасмина не може да достигне брзину аљаског хаскија. Због брзине и издржљивости, аљаски хаски се укршта и са гоничима и ловачким псима. 

## Основно
- Мужјак
  - Висина од 58 до 66 cm
  - Тежина од 21 до 25
- Женка
  - Висина од 58 до 66 cm
  - Тежина од 17 до 19

## Историја
Аљаски хаски, иако није признат као пасмина, потиче из укрштања више различитих раса. Сврха узгајања аљаског хаскија је да се створи што бољи радни пас, тако да порекло зависи од тачне сврхе за коју се аљаски хаски употребљава. За трке псећих запрега, аљаски хаски се укршта са чистокрвним гоничима или ловачким псима. Аљаске хаскије су развили машери из различитих доморадачких паса Инуита. Неке од главних раса, које су кориштене за настајање аљаских хаскија, су ескимски пас, сибирски хаски, немачки краткодлаки птичар.

## Карактеристике пса

### Нарав
Одгајају се због своје воље, снаге, брзине и издржљивости. За запрежног пса је жеља за радом од пресудне важности. Аљаски хаскији су веома популарни љубимци на Аљасци, где их је лако набавити од професионалних машера. Млади аљаски хаскији су веома добри љубимци, ако им се обезбеди адекватан простор за игру и трчање. Међутим, њихова потреба за трчањем и активношћу чини их веома лошим избором за становнике урбаних насеља. Хаски коме је досадно ће често трчати у круг и дивљати по дворишту. Ако се оставе сами у кући на дуже време, често ће из досаде направити невероватан лом.

### Изглед
Аљаски хаскији могу бити било које боје или шаре. Очи им, такође, могу бити разнобојне, а најчешће су светлоплаве. Длака је кратка до средње дуга, никада превише дуга. При веома хладним условима, аљаским хаскијима се обично монтира заштитни капутић за тело и стомак, који их греју. Приликом преласка дужих и тежих деоница потребне су и "псеће чизмице", које штите шапе од повреда.
Имају добар вид и нос јер су се укрштали са гоничима-хртовима. Пливање и доношење није природно за аљаске хаскије, али могу скочити до 1,80 m у висину из седећег положаја.

## Нега и здравље
Длака аљаског овчара не захтева неку посебну негу, нити честа купања. Лињање је једном годишње, у пролеће. Аљаски хаски је веома активан пас, па је за њега идеално домаћинство са великим двориштем. 
Генерално, аљаски хаски је здрава раса, али могу се јавити хипотиреодизам, прогресивна атрофија мрежњаче, урођена деформација ждрела.
Ова раса живи у просеку од 10 до 15 година, а женка оштени од 4 до 10 штенаца.